# Głowomłot pospolity
Głowomłot pospolity, ryba młot, młot, kusza młot, rekin młot (Sphyrna zygaena) – gatunek morskiej ryby żarłaczokształtnej z rodziny młotowatych (Sphyrnidae). Posiada charakterystyczny kształt pyska przypominający młot, spłaszczony i poprzecznie rozciągnięty, bez wcięcia na środku przedniej krawędzi (stąd angielski epitet smooth – gładki). W przeciwieństwie do innych młotowatych, gatunek ten oprócz tropików, preferuje również umiarkowane wody. Zamieszkuje strefy przybrzeżne Oceanu Spokojnego, Atlantyckiego i Indyjskiego. W lecie rekiny te migrują w kierunku biegunów w poszukiwaniu chłodniejszych akwenów, tworząc grupy liczące niekiedy setki, a nawet tysiące osobników.
Rekin ten jest drugim co do wielkości przedstawicielem swojej rodziny, osiągając maksymalnie 5 metrów długości. Jest to aktywny drapieżnik, którego dieta składa się najczęściej z ryb kostnoszkieletowych i bezkręgowców. Czasami jego ofiarą padają inne rekiny i płaszczki. Podobnie jak inne młotowate, gatunek ten jest żyworodny. Dorosła samica w jednym miocie wydaje na świat od 20 do 50 młodych. Stosunkowo często poławiany, zarówno w celach komercyjnych jak i w formie przyłowu. Najcenniejsze są płetwy, które na wschodnich rynkach wykorzystuje się do produkcji zupy z płetw rekina. Głowomłoty są potencjalnie niebezpieczne dla człowieka, odpowiedzialne prawdopodobnie za kilka ataków na ludzi. Z uwagi na spadek liczebności poszczególnych populacji, Międzynarodowa Unia Ochrony Przyrody uznała głowomłota za gatunek narażony na wyginięcie (VU).

## Taksonomia i filogenetyka
Gatunek ten został po raz pierwszy opisany przez szwedzkiego lekarza medycyny i przyrodnika Karola Linneusza, znanego jako „ojciec taksonomii”, w 1758 roku w dziesiątej edycji Systema Naturae, jako Squalus zygaena. Nie wyznaczono okazu typowego. W 1810 roku Constantine Samuel Rafinesque stworzył dla tego gatunku nowy rodzaj Sphyrna. Specyficzna nazwa gatunkowa pochodzi od greckiego słowa zygòn oznaczającego jarzmo i odnosi się do charakterystycznej budowy pyska zwierzęcia. Już w pracy Historia animalium Arystoteles użył nazwy „zýgaina” do opisania rekinów młotowatych. Nazwa rodzajowa pochodzi od greckiego sphyra oznaczającego młot. Rekin czasami nazywany jest po prostu młotem, kuszą młotem czy rybą młotem.
|  | Sphyrna mokarran |
|  |                  |
|  | Sphyrna zygaena  |
|  |                  |

|  | Sphyrna tudes |
|  |               |
|  | Sphyrna media |
|  |               |

|  | Sphyrna tiburo |
|  |                |
|  | Sphyrna corona |
|  |                |

|  | Sphyrna tudes |
|  |               |
|  | Sphyrna media |
|  |               |

|  | Sphyrna tiburo |
|  |                |
|  | Sphyrna corona |
|  |                |

|  | Sphyrna tudes |
|  |               |
|  | Sphyrna media |
|  |               |

|  | Sphyrna tiburo |
|  |                |
|  | Sphyrna corona |
|  |                |

|  | Sphyrna tudes |
|  |               |
|  | Sphyrna media |
|  |               |

|  | Sphyrna tiburo |
|  |                |
|  | Sphyrna corona |
|  |                |

|  | Sphyrna mokarran |
|  |                  |
|  | Sphyrna zygaena  |
|  |                  |

|  | Sphyrna tudes |
|  |               |
|  | Sphyrna media |
|  |               |

|  | Sphyrna tiburo |
|  |                |
|  | Sphyrna corona |
|  |                |

|  | Sphyrna tudes |
|  |               |
|  | Sphyrna media |
|  |               |

|  | Sphyrna tiburo |
|  |                |
|  | Sphyrna corona |
|  |                |

|  | Sphyrna tudes |
|  |               |
|  | Sphyrna media |
|  |               |

|  | Sphyrna tiburo |
|  |                |
|  | Sphyrna corona |
|  |                |

|  | Sphyrna tudes |
|  |               |
|  | Sphyrna media |
|  |               |

|  | Sphyrna tiburo |
|  |                |
|  | Sphyrna corona |
|  |                |

|  | Sphyrna mokarran |
|  |                  |
|  | Sphyrna zygaena  |
|  |                  |

|  | Sphyrna tudes |
|  |               |
|  | Sphyrna media |
|  |               |

|  | Sphyrna tiburo |
|  |                |
|  | Sphyrna corona |
|  |                |

|  | Sphyrna tudes |
|  |               |
|  | Sphyrna media |
|  |               |

|  | Sphyrna tiburo |
|  |                |
|  | Sphyrna corona |
|  |                |

|  | Sphyrna tudes |
|  |               |
|  | Sphyrna media |
|  |               |

|  | Sphyrna tiburo |
|  |                |
|  | Sphyrna corona |
|  |                |

|  | Sphyrna tudes |
|  |               |
|  | Sphyrna media |
|  |               |

|  | Sphyrna tiburo |
|  |                |
|  | Sphyrna corona |
|  |                |

|  | Sphyrna mokarran |
|  |                  |
|  | Sphyrna zygaena  |
|  |                  |

|  | Sphyrna tudes |
|  |               |
|  | Sphyrna media |
|  |               |

|  | Sphyrna tiburo |
|  |                |
|  | Sphyrna corona |
|  |                |

|  | Sphyrna tudes |
|  |               |
|  | Sphyrna media |
|  |               |

|  | Sphyrna tiburo |
|  |                |
|  | Sphyrna corona |
|  |                |

|  | Sphyrna tudes |
|  |               |
|  | Sphyrna media |
|  |               |

|  | Sphyrna tiburo |
|  |                |
|  | Sphyrna corona |
|  |                |

|  | Sphyrna tudes |
|  |               |
|  | Sphyrna media |
|  |               |

|  | Sphyrna tiburo |
|  |                |
|  | Sphyrna corona |
|  |                |

|  | Sphyrna mokarran |
|  |                  |
|  | Sphyrna zygaena  |
|  |                  |

|  | Sphyrna tudes |
|  |               |
|  | Sphyrna media |
|  |               |

|  | Sphyrna tiburo |
|  |                |
|  | Sphyrna corona |
|  |                |

|  | Sphyrna tudes |
|  |               |
|  | Sphyrna media |
|  |               |

|  | Sphyrna tiburo |
|  |                |
|  | Sphyrna corona |
|  |                |

|  | Sphyrna tudes |
|  |               |
|  | Sphyrna media |
|  |               |

|  | Sphyrna tiburo |
|  |                |
|  | Sphyrna corona |
|  |                |

|  | Sphyrna tudes |
|  |               |
|  | Sphyrna media |
|  |               |

|  | Sphyrna tiburo |
|  |                |
|  | Sphyrna corona |
|  |                |

|  | Sphyrna mokarran |
|  |                  |
|  | Sphyrna zygaena  |
|  |                  |

|  | Sphyrna tudes |
|  |               |
|  | Sphyrna media |
|  |               |

|  | Sphyrna tiburo |
|  |                |
|  | Sphyrna corona |
|  |                |

|  | Sphyrna tudes |
|  |               |
|  | Sphyrna media |
|  |               |

|  | Sphyrna tiburo |
|  |                |
|  | Sphyrna corona |
|  |                |

|  | Sphyrna tudes |
|  |               |
|  | Sphyrna media |
|  |               |

|  | Sphyrna tiburo |
|  |                |
|  | Sphyrna corona |
|  |                |

|  | Sphyrna tudes |
|  |               |
|  | Sphyrna media |
|  |               |

|  | Sphyrna tiburo |
|  |                |
|  | Sphyrna corona |
|  |                |

|  | Sphyrna mokarran |
|  |                  |
|  | Sphyrna zygaena  |
|  |                  |

|  | Sphyrna tudes |
|  |               |
|  | Sphyrna media |
|  |               |

|  | Sphyrna tiburo |
|  |                |
|  | Sphyrna corona |
|  |                |

|  | Sphyrna tudes |
|  |               |
|  | Sphyrna media |
|  |               |

|  | Sphyrna tiburo |
|  |                |
|  | Sphyrna corona |
|  |                |

|  | Sphyrna tudes |
|  |               |
|  | Sphyrna media |
|  |               |

|  | Sphyrna tiburo |
|  |                |
|  | Sphyrna corona |
|  |                |

|  | Sphyrna tudes |
|  |               |
|  | Sphyrna media |
|  |               |

|  | Sphyrna tiburo |
|  |                |
|  | Sphyrna corona |
|  |                |

|  | Sphyrna mokarran |
|  |                  |
|  | Sphyrna zygaena  |
|  |                  |

|  | Sphyrna tudes |
|  |               |
|  | Sphyrna media |
|  |               |

|  | Sphyrna tiburo |
|  |                |
|  | Sphyrna corona |
|  |                |

|  | Sphyrna tudes |
|  |               |
|  | Sphyrna media |
|  |               |

|  | Sphyrna tiburo |
|  |                |
|  | Sphyrna corona |
|  |                |

|  | Sphyrna tudes |
|  |               |
|  | Sphyrna media |
|  |               |

|  | Sphyrna tiburo |
|  |                |
|  | Sphyrna corona |
|  |                |

|  | Sphyrna tudes |
|  |               |
|  | Sphyrna media |
|  |               |

|  | Sphyrna tiburo |
|  |                |
|  | Sphyrna corona |
|  |                |

Leonard Compagno w 1988 roku w pracy opierającej się na morfologicznych podobieństwach żarłaczokształtnych, uznał głowomłota pospolitego wraz z głowomłotem tropikalnym (Sphyrna lewini) i Sphyrna mokarran za zaawansowanych przedstawicieli rodziny młotowatych. Analiza filogenetyczna bazująca na jądrowym i mitochondrialnym DNA, przeprowadzona przez Lima i innych w 2010 roku wykazała, że rekin ten tworzy wspólny klad z Sphyrna mokarran, podczas gdy głowomłot tropikalny jest bliżej spokrewniony z głowomłotem olbrzymim (Sphyrna tudes), Sphyrna media, łopatogłowem (Sphyrna tiburo) i Sphyrna corona z którymi tworzy wspólny klad. Ponadto badania te oraz analiza filogenetyczna przeprowadzona przez Mauro Cavalcantiego w 2007 roku, wykazały, że głowomłot pospolity jest jedynym z bardziej bazalnych młotowatych, co dowodzi, że u pierwszych (bardziej prymitywnych) przedstawicieli tej rodziny występują większe cefalofole (młoty), na drodze ewolucji zmniejszając się u bardziej zaawansowanych gatunków.

## Cechy morfologiczne
Głowomłot pospolity jest drugim co do wielkości przedstawicielem rodziny młotowatych (Sphyrnidae). Osiąga zwykle 2,5-3,5 metra długości, choć zanotowano osobniki mierzące 5 metrów i ważące 400 kg. Wielkość nie jest cechą dymorfizmu płciowego. Posiada charakterystyczny kształt pyska przypominający młot, szeroki spłaszczony i poprzecznie rozciągnięty, bez wcięcia na środku przedniej krawędzi, w przeciwieństwie do innych młotowatych. Szerokość cefalofola wynosi 26-29% długości ciała, na jego zewnętrznych krawędziach znajdują się duże okrągłe oczy wyposażone są w fałdy półksiężycowate spojówek (ochraniające migotkę) oraz wąskie wydłużone nozdrza. Charakterystyczna budowa głowy sprawia, że pole widzenia rekina obejmuje pełne 360 stopni. Zwierzę ma także zdolność widzenia stereoskopowego – charakterystyczną dla drapieżników umiejętność widzenia głębi, czyli oceniania odległości, jaka dzieli je od celu. Zdolność ta najprawdopodobniej wykształciła się jako odpowiedź na miejsce głowomłota w łańcuchu pokarmowym. Na spodzie pyska mieści się szeroki U-kształtny otwór gębowy, wypełniony dużymi trójkątnymi zębami o gładkich, lekko ząbkowanych krawędziach, przystosowanymi do cięcia i wyszarpywania dużych kawałków mięsa. W górnej szczęce znajduje się 26-32 zębów, a w dolnej 25-30.

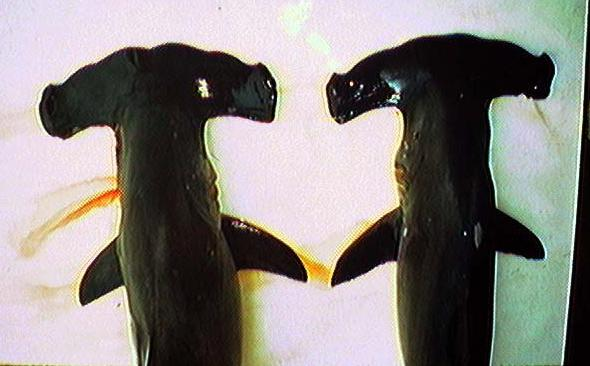
Kształt cefalofola u głowomłota tropikalnego (po lewej) i głowomłota pospolitego (po prawej).

Rekin ten posiada wydłużone wrzecionowate opływowe ciało, bez wyraźnego łuku międzygrzbietowego pomiędzy płetwami grzbietowymi. Pierwsza płetwa grzbietowa jest stosunkowo wysoka, w kształcie dużego łagodnie wygiętego ku tyłowi sierpa z tępą zaokrągloną końcówką. Stosunkowo małe płetwy piersiowe umieszczone są na wysokości przedostatniej, czwartej szczeliny skrzelowej. Płetwy brzuszne, podobnie jak druga płetwa grzbietowa, mają romboidalny kształt, lecz dużo szerszą podstawę. U samca z części płetw brzusznych wykształcił się narząd kopulacyjny zwany pterygopodium. Płetwa odbytowa jest większa od drugiej płetwy grzbietowej. Posiada zaokrągloną, mocno wygiętą ku tyłowi dolną i ostrą wolną górną końcówkę. Na końcu ogona mieści się długa, heterocerkiczna, asymetryczna płetwa ogonowa. Na końcu jej górnego łuku, kilkukrotnie dłuższego od dolnego, mieści się szeroki wydłużony fałd skórny poprzedzony wyraźnym sierpowatym wcięciem. Skórę pokrywają romboidalne, połyskujące, zachodzące na siebie łuski plakoidalne, każda o charakterystycznym kształcie litery W. Grzbiet rekina cechuje się ciemnobrązową lub szaro-brązową barwą. Boki oraz tył korpusu są nieco jaśniejsze, spód zwykle śnieżno biały. Płetwy z wyjątkiem dolnych powierzchni płetw piersiowych są również ciemnobrązowe.

## Występowanie i środowisko
Głowomłot pospolity zamieszkuje strefy przybrzeżne Oceanu Spokojnego, Atlantyckiego i Indyjskiego. W przeciwieństwie do innych młotowatych, gatunek ten oprócz tropików, preferuje również umiarkowane wody. Na wschodzie Pacyfiku spotykany w wodach Zatoki Kalifornijskiej, Zatoki Panamskiej, u wybrzeży południowych Stanów Zjednoczonych, Meksyku, Kostaryki, Panamy, Ekwadoru, Peru, Chile oraz w wodach wokół Hawajów, Wysp Galapagos, Wyspy Guadalupe, Archipelagu Revillagigedo i Wyspy Kokosowej. Na zachodzie Oceanu Spokojnego w Morzu Południowochińskim, Morzu Wschodniochińskim, Morzu Żółtym, Morzu Japońskim, Morzu Tasmana oraz Morzu Fidżi, u wybrzeży południowo-wschodniej Australii, Nowej Zelandii, Samoa, Wysp Kermadec, Wietnamu, Chin, północno-zachodniej Japonii, oraz obu Korei. W Oceanie Indyjskim zamieszkuje Morze Arabskie, Zatokę Bengalską, Wielką Zatokę Australijską, wody przybrzeżne południowych Indii, południowo-zachodniej Australii, oraz południowo-wschodniej Afryki na południe od ujścia Zambezi.
Na wschodzie Atlantyku spotykany od południowych krańców Irlandii na północy po Sierra Leone na południu oraz u wybrzeży Ghany, Togo, Nigerii, Kamerunu i Republiki Południowej Afryki, w wodach Morza Śródziemnego, Zatoki Kabis, Zatoki Biskajskiej, Morza Tyrreńskiego, Morza Adriatyckiego, Morza Jońskiego, Morza Egejskiego, wokół Wysp Kanaryjskich, Madery, Azorów, Wysp Zielonego Przylądka i Wyspy Św. Tomasza. W wodach zachodniego Atlantyku rekin ten obserwowany jest u wybrzeży południowych prowincji Kanady, wzdłuż wschodniego wybrzeża Stanów Zjednoczonych, w wodach Bahamów, Wielkich i Małych Antyli na północy oraz u wybrzeży południowej Brazylii, Urugwaju i Argentyny na południu.
W przeciwieństwie do głowomłota tropikalnego (S. lewini) i S. mokarran, głowomłot pospolity przebywa zwykle bliżej powierzchni, często w wodzie nie głębszej niż 20 m. Sporadycznie przebywa na większych głębokościach, niekiedy przekraczających 200 m. Preferuje przybrzeżne strefy w pobliżu ujść rzek, zatok oraz wokół wysp i atoli, choć rekin ten widywany jest czasami również na otwartym oceanie, w pobliżu górnych krawędzi szelfów kontynentalnych. Głowomłot pospolity wpływa niekiedy do słonawych i słodkowodnych zatok, lagun i ujść rzek, w tym laguny Indian River u wybrzeży Florydy, co sugeruje, że jest to gatunek amfidromiczny, przystosowany do życia w wodzie słodkiej i słonej. W lecie rekiny te migrują w kierunku biegunów w poszukiwaniu chłodniejszych akwenów, tworząc grupy liczące niekiedy setki, a nawet tysiące osobników.

## Ekologia i zachowanie
Rekin ten jest drapieżnikiem aktywnym zarówno za dnia jak i w nocy. Dorosłe głowomłoty pospolite zwykle prowadzą samotniczy tryb życia lub przebywają w niewielkich skupiskach. Podczas corocznych migracji w poszukiwaniu chłodniejszych akwenów, tworzą niekiedy wielkie grupy składające się z setek lub tysięcy osobników. Młode osobniki, które nie osiągnęły 1,5 m długości żyją w licznych grupach, dzięki czemu chronione są przed atakami drapieżników. U wschodnich wybrzeży Republiki Południowej Afryki obserwuje się grupy młodocianych osobników liczące blisko stu osobników, a w wodach Zatoki Kalifornijskiej stada liczące nawet ponad tysiąc młodych. Podczas letnich upałów rekin ten często pływa tuż pod powierzchnią z wynurzoną płetwą grzbietową. Na młode głowomłoty pospolite polują inne duże gatunki rekinów, w tym żarłacz ciemnoskóry (Carcharhinus obscurus). U wybrzeży Nowej Zelandii zaobserwowano stada orek polujących na dorosłe osobniki lisa morskiego (Alopias vulpinus) i głowomłota. Wśród pasożytów tego gatunku wyróżnia się nicienie z rodzaju Contracaecum oraz Parascarophis sphyrnae.

### Odżywianie

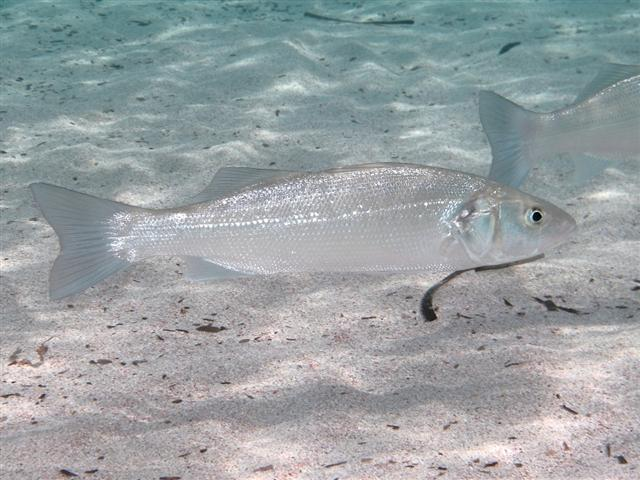
Jeden ze składników diety głowomłota – labraks.

Dieta głowomłota pospolitego składa się głównie z ryb kostnoszkieletowych, płaszczek, rekinów (również z własnego gatunku), głowonogów oraz w mniejszym stopniu ze skorupiaków takich jak krewetki, kraby i wąsonogi. Rekiny te potrafią zdejmować przynętę z haczyków wędkarskich. Na niektórych obszarach płaszczki stanowią ulubioną zdobycz tego rekina i stanowią główny element ich diety. Ostre jadowite kolce tych zwierząt często wbijają się wokół oraz w jamę gębową rekina. Jeden ze zbadanych osobników, posiadał aż 95 takich kolców w okolicy pyska.
W wodach północnej Europy rekin ten żeruje głównie na ławicach śledziowatych i labraksa (Dicentrarchus labrax), u wybrzeży Północnej Ameryki żywi się zwykle makrelą hiszpańską (Scomberomorus maculatus) i menhadenem atlantyckim (Brevoortia tyrannus). W wodach Południowej Afryki, młode głowomłoty polują w pobliżu raf koralowych na kalmary między innymi z gatunku Loligo vulgaris oraz małe ławicowe ryby, takie jak sardynki, podczas gdy dorosłe osobniki o długości ponad 2 metrów żerują na mniejszych gatunkach rekinów i płaszczkach. U wybrzeży Australii, rekin ten najczęściej pożywia się kałamarnicami i mątwami, rzadziej małymi rybami kostnoszkieletowymi.

### Cykl życiowy
Podobnie jak inne młotowate, jest żyworodny. Samice dojrzewają płciowo przy długości 2,7 m, samce po osiągnięciu 2,1-2,5 m, w zależności od położenia geograficznego. U wybrzeży Republiki Południowej Afryki kopulacja ma miejsce w lutym, zaś u wybrzeży Australii między styczniem a marcem. W tym okresie pobudzone samce uporczywie próbują doprowadzić do kopulacji, często w sposób agresywny, gryząc samicę w okolicy płetwy grzbietowej i płetw piersiowych. Kopulacja ma miejsce w płytkich przybrzeżnych wodach i odbywa się za pomocą pterygopodium, narządu wykształconego z dystalnych fragmentów płetw brzusznych samców. Embriony w ciele matki zużywają zapasy żółtka z pęcherzyka żółtkowego, który później łączy się ze ścianą macicy, tworząc tzw. łożysko żółtkowe, dzięki któremu dostarczane jest pożywianie z organizmu matki. Po trwającej 10-11 miesięcy ciąży samica rodzi od 20 do 50 młodych. Liczba młodych zależy od rozmiarów matki – im większa samica, tym liczniejszy miot. Na różnych obszarach poród ma miejsce od stycznia do marca. Samice w tym czasie wracają na płytkie wody, w miejsca takie jak Bulls Bay u wybrzeży Karoliny Północnej. Noworodki mierzą około 50–61 cm i od chwili narodzin potrafią swobodnie pływać i pobierać pokarm. Przez pierwszych kilka lat młodociane osobniki pozostają w płytkich przybrzeżnych wodach, dużo bezpieczniejszych od otwartej toni głębszych wód. Do osiągnięcia dojrzałości przebywają w większych grupach. Dzięki temu chronione są lepiej przed atakami drapieżników. Głowomłot pospolity może żyć ponad 20 lat.

## Relacje z ludźmi
Gatunek ten jest potencjalnie groźny dla człowieka. Do 2013 roku The International Shark Attack File zanotowała 34 ataki dużych rekinów z rodziny młotowatych na ludzi, w tym 17 niesprowokowanych (1 śmiertelny). Jednakże, z uwagi na to, że głowomłot pospolity preferuje umiarkowane wody, na obszarach gdzie ludzie są mniej skłonni do kąpieli w morzu, uważa się, że odpowiedzialny jest za niewielką część tych ataków. Na południu Kalifornii istnieją doniesienia o podkradaniu połowów wędkarskich przez tego rekina. Głowomłota pospolitego umieszczono na znaczkach pocztowych w Maroku, Ghanie, Panamie i na Madagaskarze.

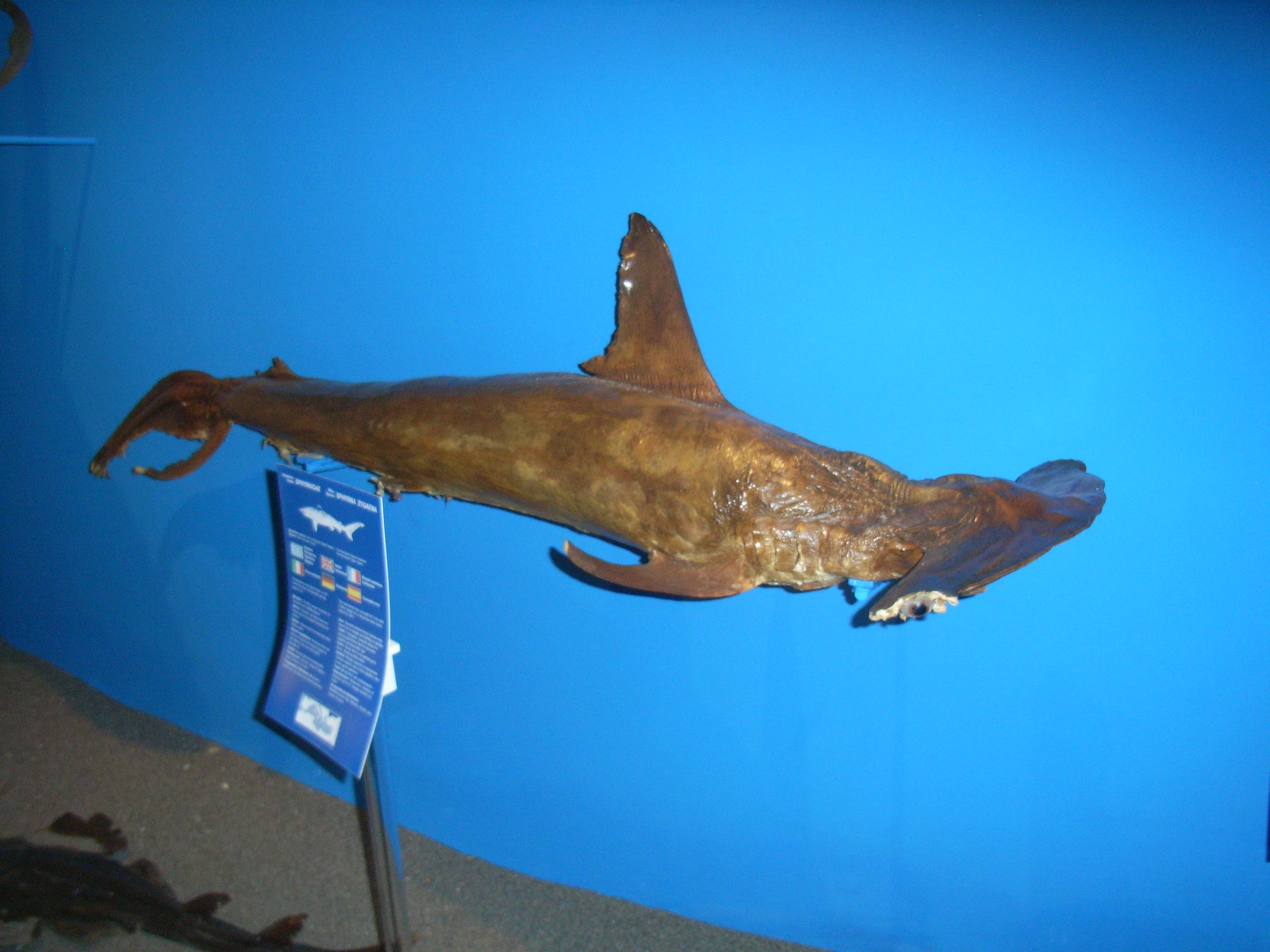
Głowomłot pospolity wystawiony w muzeum Akwarium w Rodos.

Głowomłot pospolity poławiany jest komercyjnie na potrzeby przemysłu rybołówstwa morskiego na całym świecie, szczególnie u wybrzeży Stanów Zjednoczonych (zarówno na wschodnim, jak i zachodnim wybrzeżu), Brazylii, Hiszpanii, Tajwanu, Filipin, południowo-zachodniej Australii oraz zachodniej Afryki. Skala połowów głowomłota pospolitego jest trudna do oszacowania z uwagi na problemy rybaków z odróżnieniem tego rekina od innych gatunków młotowatych. Mięso sprzedawane w formie świeżej, suszonej, solonej lub wędzonej, jest bardzo popularne, choć na wielu obszarach uznawane jest za niejadalne oraz istnieją raporty dotyczące zatruć mięsem tego gatunku. Znacznie bardziej wartościowe są płetwy, które wykorzystywane są na rynkach wschodnich do produkcji zupy z płetwy rekina, co prowadzi często do odcinania płetw żywym rekinom i wyrzucania okaleczonych w ten sposób zwierząt za burtę. Ponadto zastosowanie posiada również olej z wątroby do produkcji farmaceutyków, skóra w celu wytwarzania galanterii skórzanej oraz szczęki. Pozostałe fragmenty przetwarza się na mączkę rybną. Mięso i płetwy mają zastosowanie również w medycynie chińskiej.
W wielu miejscach na świecie rekin ten znajdowany jest jako przyłów. Na całym świecie, głównie u wybrzeży Stanów Zjednoczonych oraz południowo-zachodniej Afryki, rekin ten stanowi element zainteresowań wędkarzy. Głowomłoty pospolite giną niekiedy zaplątane w sieci chroniące kąpieliska przed rekinami. Według oficjalnych danych między rokiem 1978 a 1990, w pobliżu prowincji KwaZulu-Natal (RPA) wyłowiono mniej niż 10 osobników. Dla porównania, u wybrzeży Nowej Południowej Walii (Australia), rekin ten stanowił prawie 50% spośród 4715 rekinów upolowanych w latach 1972-1990. W związku z intensywnymi połowami z uwagi na duże zapotrzebowanie na płetwy i mięso tego rekina, Międzynarodowa Unia Ochrony Przyrody uznała głowomłota pospolitego za gatunek narażony na wyginięcie (VU). U wybrzeży Nowej Zelandii polowanie na tego rekina jest zabronione z uwagi na nadmierne przełowienie. Również w wodach Australii intensywne połowy mają negatywny skutek na wielkość populacji rekinów młotów. U wschodnich wybrzeży Stanów Zjednoczonych połowy tego gatunku są ściśle regulowane przez Krajową Służbę Rybołówstwa Morskiego (NMFS) dzięki Atlantic shark Fishery Management Plan (FMP). W 2013 roku głowomłot pospolity wraz z wieloma innymi dużymi gatunkami spodoustych został wpisany do II Aneksu Konwencji o Międzynarodowym Handlu Gatunków Zagrożonych Wyginięciem (CITES).